# Hardinsburg (Kentucky)
Hardinsburg – miasto w Stanach Zjednoczonych, w stanie Kentucky, siedziba administracyjna hrabstwa Breckinridge.